# Xã Mahoning, Quận Armstrong, Pennsylvania
Xã Mahoning (tiếng Anh: Mahoning Township) là một xã thuộc quận Armstrong, tiểu bang Pennsylvania, Hoa Kỳ. Năm 2010, dân số của xã này là 1.425 người.